# Silt

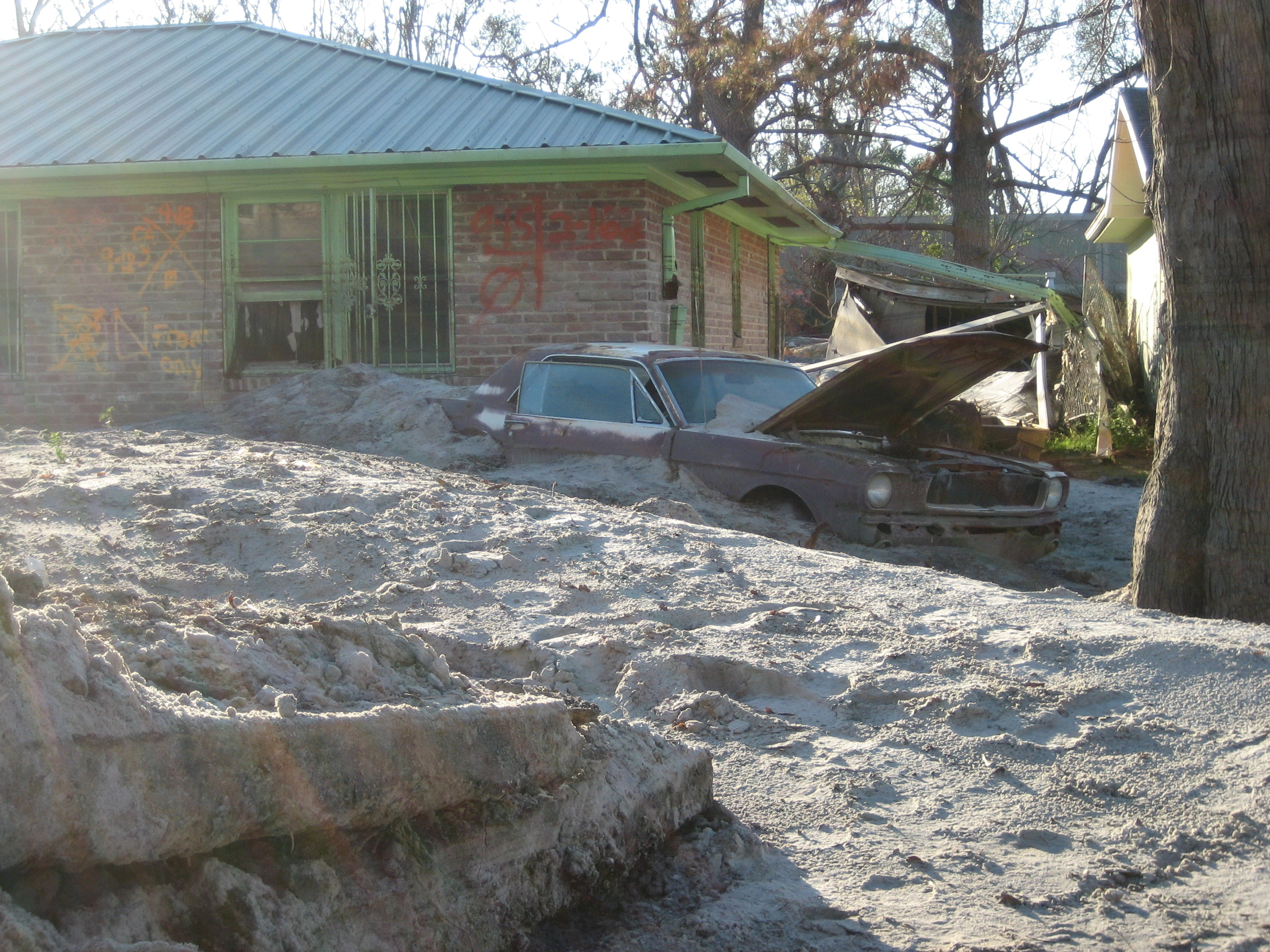
Siltberg na orkaan Katrina in New Orleans.

Silt of leem (België) is een sediment dat qua grootte tussen lutum en zand wordt ingedeeld. Een deeltje wordt silt genoemd als het wat grootte betreft tussen de 2–63 μm valt. In België wordt silt leem genoemd, met de reden dat dit voor het overgrote deel uit leemgrond bestaat. Hiermee kent België een dubbel gebruik van het woord leem voor zowel de grondsoort als de textuurklasse.
Tussen de gebruikte classificatiesystemen valt op dat er verschillende grenzen gehanteerd worden voor de klasse silt. In de Udden-Wentworth schaal (afkomstig van William C. Krumbein), vallen siltdeeltjes qua grootte tussen 1⁄256 en 1⁄16 mm (3,9–62,5 μm). ISO 14688 deelt silt in tussen 2–63 μm, waarbij de kleideeltjes kleiner zijn en de zanddeeltjes groter. In het USDA Soil Texture Classification system, ligt de grens tussen zand en silt bij de 50 μm grootte van de deeltjes. Het USDA system is overgenomen door de Food and Agriculture Organization (FAO). In het Unified Soil Classification System (USCS) and het AASHTO Soil Classification system wordt de grens tussen zand en silt gelegd bij de deeltjesgrootte van 75 μm (dat wil zeggen materiaal dat door de #200 zeef gaat). 
Feitelijk verschilt silt chemisch behoorlijk van klei. Verder zijn siltkorreltjes ongeveer gelijk qua grootte in alle dimensies, in tegenstelling tot kleideeltjes, die bestaan uit plaatvormige deeltjes die bij elkaar worden gehouden door elektrostatische krachten en daardoor veel cohesie hebben. Silten en kleien hebben een kenmerkende plasticiteit.
Silt is een zeer veelvoorkomend sediment in allerlei sedimentaire gesteenten. Een gesteente dat geheel uit silt bestaat, wordt siltsteen genoemd. Silt vormt vaak de matrix van grovere gesteenten, zoals zandstenen of conglomeraten.
Fluviatiel of marien: grind · zand · zavel · leem · klei    
Kalkhoudend: kalk · mergel · moeraskalk

Eolisch: zandlöss · löss    
Glaciaal: keimergel · keileem    
Organogeen: hoogveen · laagveen
Korrelgrootte: lutum (< 2 µm) · silt (2–63 µm) · zand (63 µm–2 mm) · grind (2–63 mm) · stenen (63–200 mm) · keien (200–630 mm) · blokken (> 630 mm)